# Chemin de fer Loèche–Loèche-les-Bains
Le Chemin de fer Loèche–Loèche-les-Bains, en abrégé LLB, en allemand Leuk–Leukerbad-Bahn, a été une compagnie opérationnelle entre 1915 et 1967. C'était un chemin de fer à crémaillère et à voie étroite situé dans le canton du Valais, en Suisse. Son parcours mesurait 10,4 km.

## Voir aussi

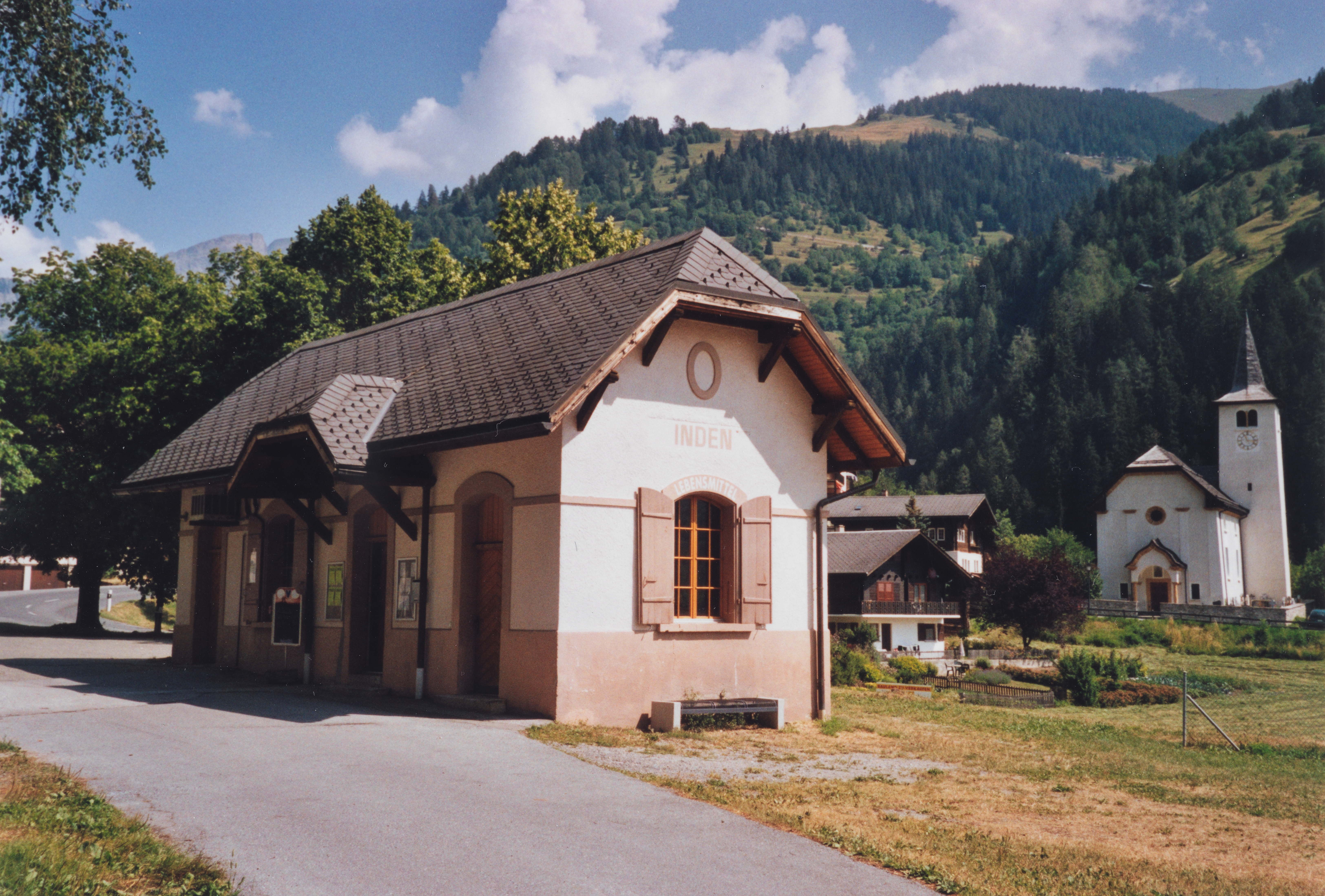
Ancienne gare d' Inden.

## Matériel roulant
| Matériel roulant                  | Type et numéros | Nbre | Année de construction | Constructeur(s) | Places assises 2e classe / 3e classe | Remarque(s)                                                  | Photo |
| --------------------------------- | --------------- | ---- | --------------------- | --------------- | ------------------------------------ | ------------------------------------------------------------ | ----- |
| Automotrices                      | BCFeh 4/4 10-12 | 3    | 1914                  | SWS/SLM/ BBC    | 2. Cl : 8 3.Cl : 16                  | 10 : conservée au BC 11-12 : démolies en 1967                |       |
| Locomotive à vapeur               | HG 2/2 2        | 1    | 1914                  | ME              | –                                    | Utilisé en 1935 pour construire le chasse-neige X 1          |       |
| Voitures voyageurs                | BC4 20-22       | 3    | 1915                  | SWS             | 2. Cl : 8-24 3. Cl : 16-32           | 20: démolie en 1967 21: démolie en 1995 22 : conservée au BC |       |
| Wagons marchandises et de service | K 40-41         | 2    | 1915                  | SWS             | –                                    | 40 : exposé à Inden 41 : conservé au BC                      |       |
| Wagons marchandises et de service | M 50-52         | 3    | 1915                  | SWS             | –                                    | 50 : démoli en 1967 51-52 : conservés au BC                  |       |
| Wagons marchandises et de service | L 60-61         | 2    | 1915                  | SWS             | -                                    | 60 : conservé au BC 61 : démoli en 1992                      |       |
| Wagons marchandises et de service | X 1             | 1    | 1935                  | SWS             | -                                    | ex HG 2/2 1, démoli en 1967                                  |       |